# Bogdan Group
La fabricante de vehículos a motor Bogdan Corporation, o Bohdan Corporation (en ucraniano: Корпорація «Богдан» Korporatsiya Bohdan), es el grupo productor líder en Ucrania de automóviles, en los que se incluyen muchos modelos de procedencia surcoreanos y de autobuses del citado país. Su modelo más popular es el Bogdan Isuzu, un chasis Isuzu hecho en sus instalaciones en Cherkasy.

## Historia
Bogdan Corporation se creó en 1992, tras la disolución de la Unión Soviética, con la fusión de algunos de los anteriores fabricantes y empresas automovilísticas del recién creado estado ucraniano que anteriormente estaban bajo dominio soviético, con objeto de implementar grandes proyectos de inversión y una base industrial poderosa y de gran desempeño, sobre todo para la construcción de diferentes tipos de vehículos en Ucrania. 
Inicialmente, la compañía se encargaba de la distribución de varios modelos  de construcción rusa, luego sería el vendedor y distribuidor autorizado por varias marcas de autos surcoreanas, como Kia Motors. En 1998, por subasta la empresa adquiere la Planta de Reparaciones Automotoras de Cherkasy, que se especializaba en reparación y carrozado de camiones en autobuses basados en chasis de origen ruso (Fábrica de Autobuses de Pavlovo) y de las reputadas camionetas GAZelle. Para 1999, dicha planta se transformaría en la empresa "Autobús de Cherkasy (del inglés: Cherkasy Autobus)", la que empezaría a manufacturar de su propia cuenta autobuses. Este mismo año, la compañía fimaría un acuerdo de producción con Hyundai para la distribución de sus vehículos en Ucrania. En el año 2000, la empresa adquiere la empresa LuAZ, con base en Lutsk (Óblast de Volinia), y durante ese mismo periodo se inicia la producción de automóviles de modelos desfasados de la AvtoVAZ como propios. En 2003, la empresa inicia sus labores de exportación de autobuses. Para el año de 2004, esta compañía firma un acuerdo de entendimiento y ayuda en general con el productor de camiones nipón Isuzu para seguir usando sus elementos con la licencia de la marca Isuzu en todos los autobuses manufacturados y exportados por la empresa. En el año de 2005, la Bogdan Motors se cambia su razón social y pasa a ser la Corporación Bogdan (del inglés: Bogdan Group).

## Producción
Las facilidades de producción de la Bogdan Corporation le permiten producir cerca de 120 a 150000 vehículos, más de 9000 autobuses y trolebuses de toda clase, y cerca de 15000 vehículos de carga y transportes especializados por año. Las plantas de manufactura se encuentran ubicadas en la localidad de Lutsk, en la ciudad de Cherkasy y en Crimea. Este grupo fue dirigido por el ahora presidente ucraniano Petro Poroshenko.

## Galería de modelos en producción

### Automóviles y camiones

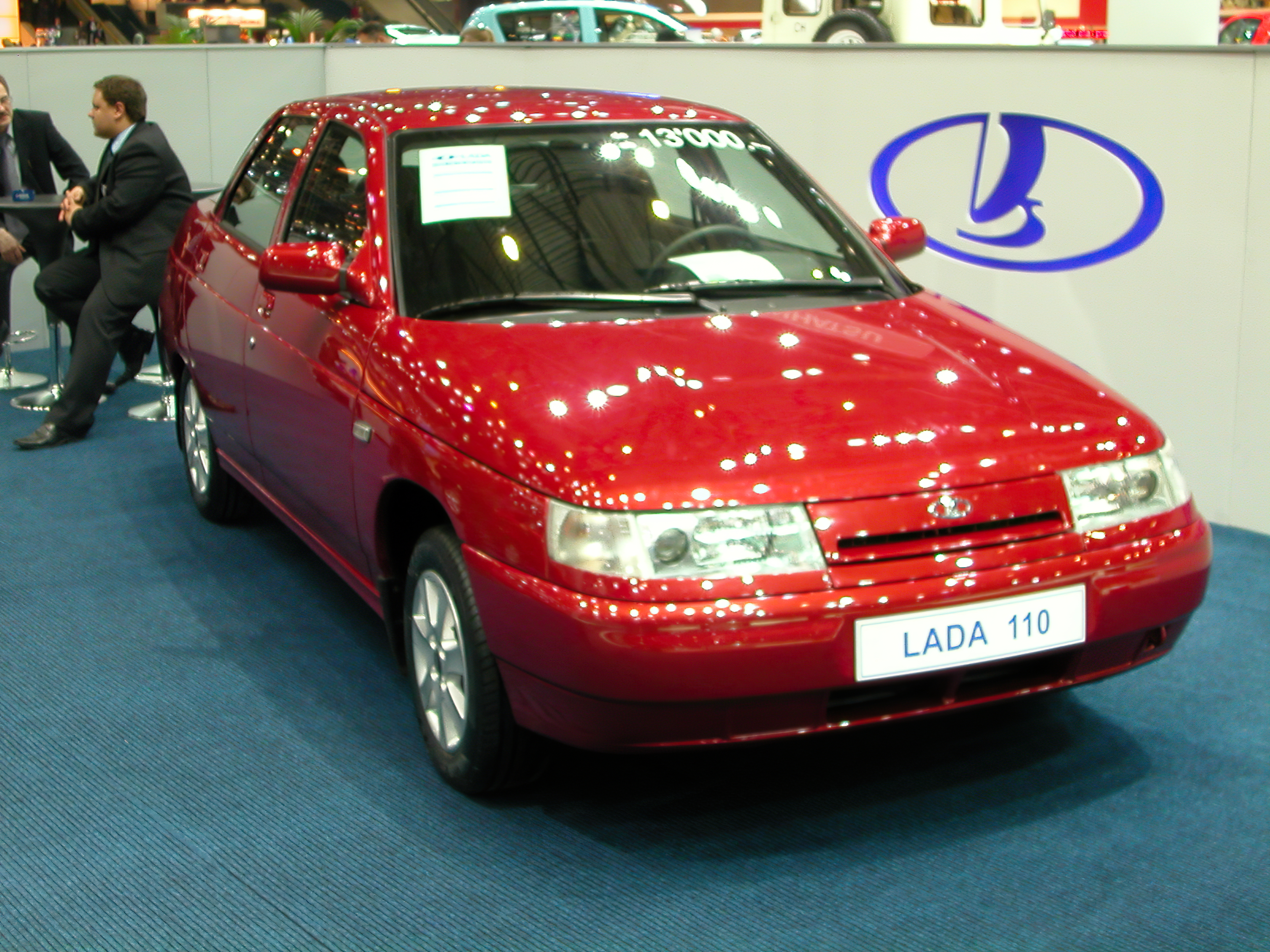
Lada 110 (vendido en Ucrania como Bogdan 2110)
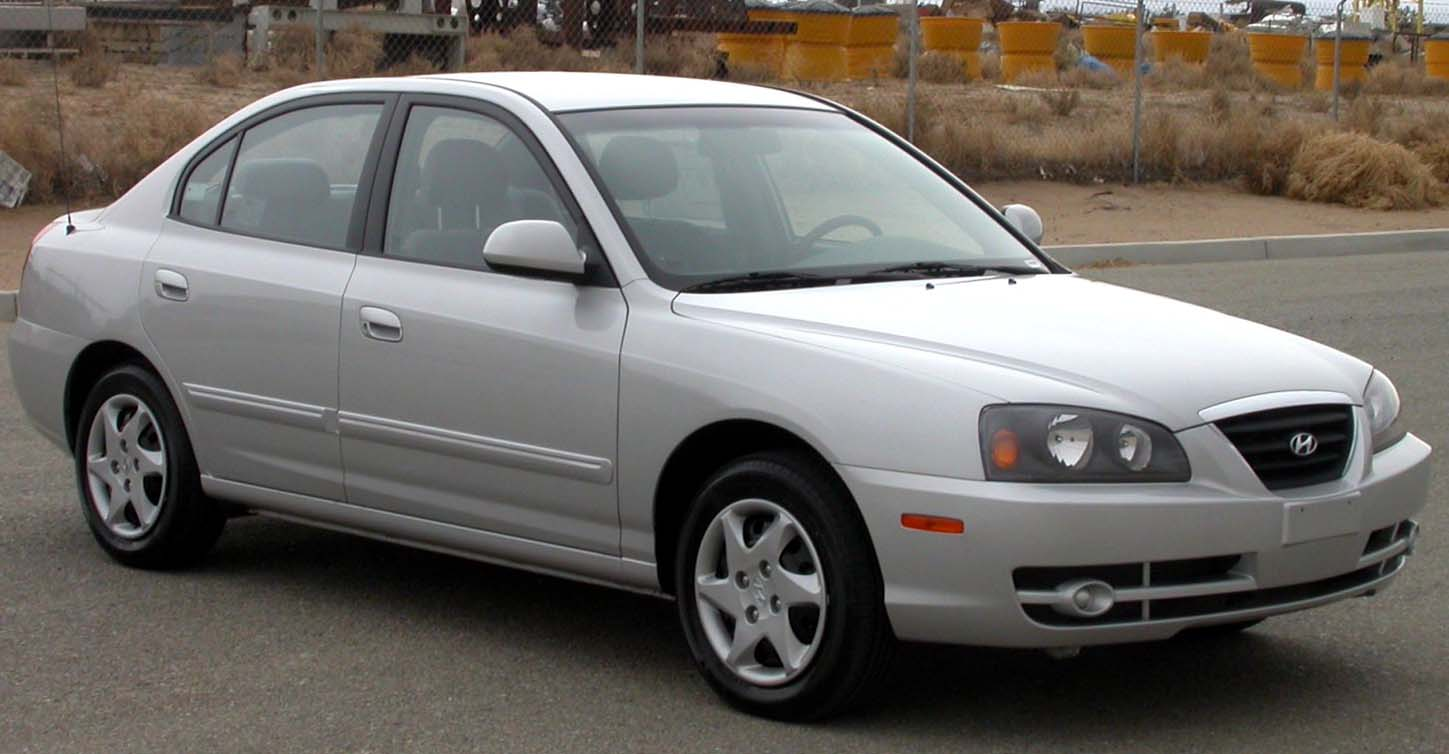
Hyundai Elantra XD
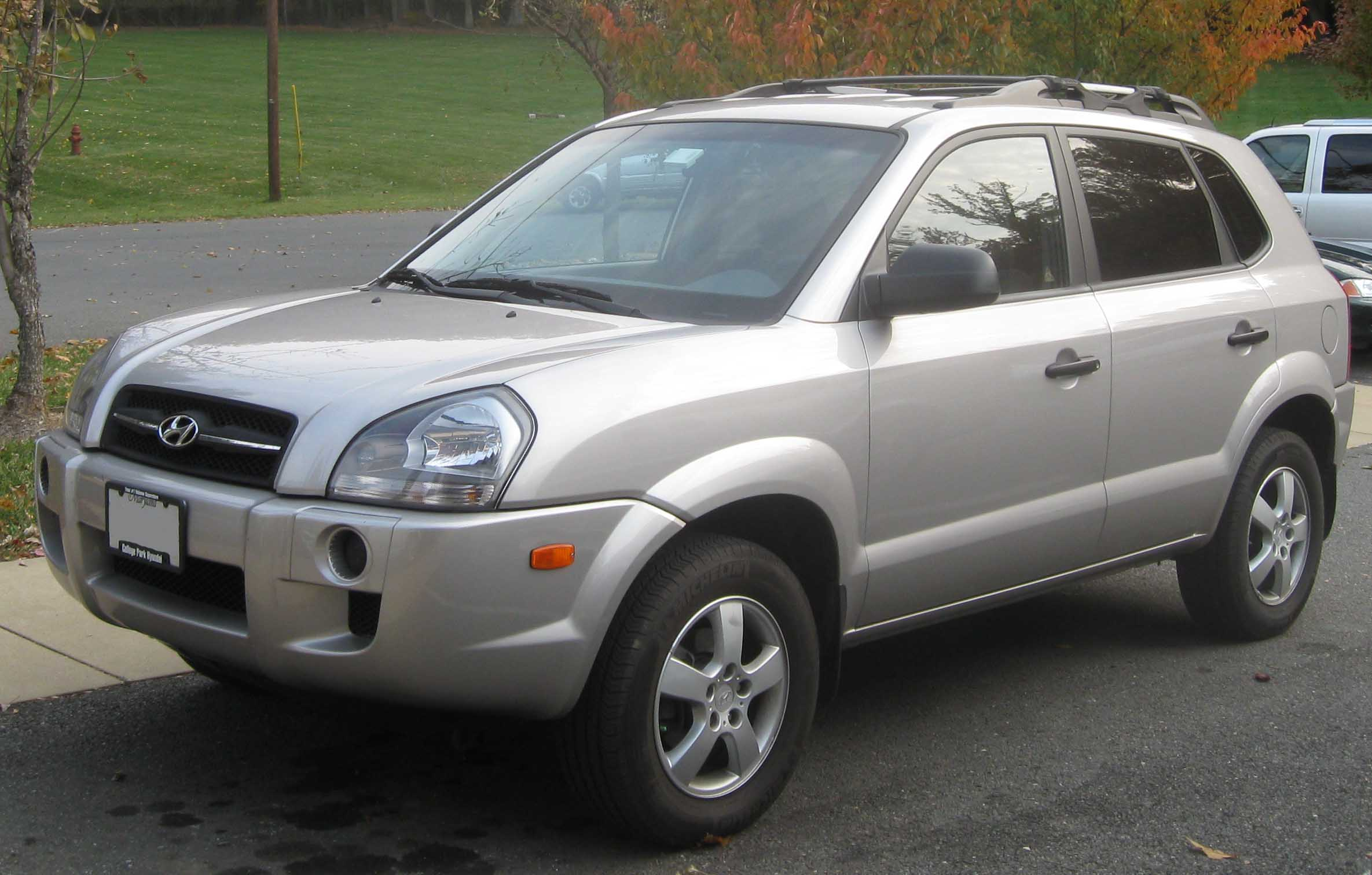
Hyundai Tucson
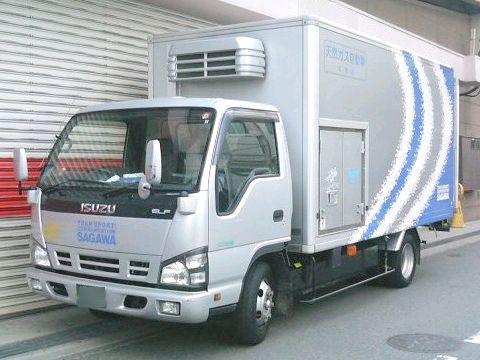
Isuzu ELF Carrozada

La flexibilidad de las líneas de producción le permiten a la Bogdan fabricar y/o ensamblar sus productos en las instalaciones de manufactura de Cherkasy. Estas incluso son consideradas las instalaciones de producción automotríz más modernas en Ucrania. La producción total de vehículos se lleva a cabo desde el año 2000, y con las instalaciones y maquinaria instaladas allí se espera alcanzar cerca de entre 120,000 a 150,000 coches por año. En esta planta se producen o ensamblan coches como el Lada 110 (vendido como Bogdan 2110), Lada 111 (vendido como Bogdan 2111), Bogdan 2310 (versión pick-up), el Hyundai Accent, la Hyundai Tucson y otros coches descontinuados tales como el Hyundai Elantra XD y  el Daewoo Lanos.

### Buses y trolebuses

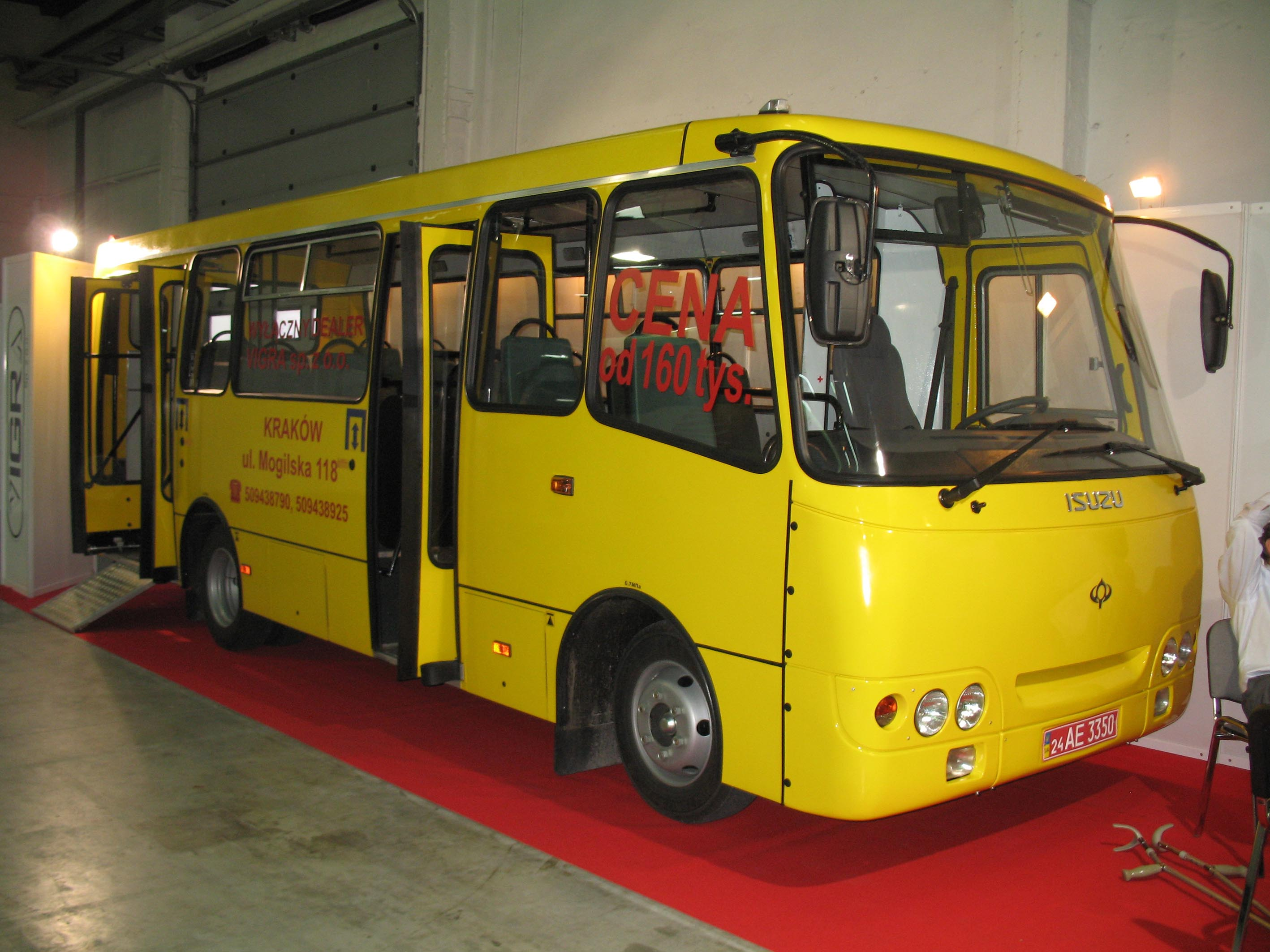
Microbús de turismo Bogdan A092
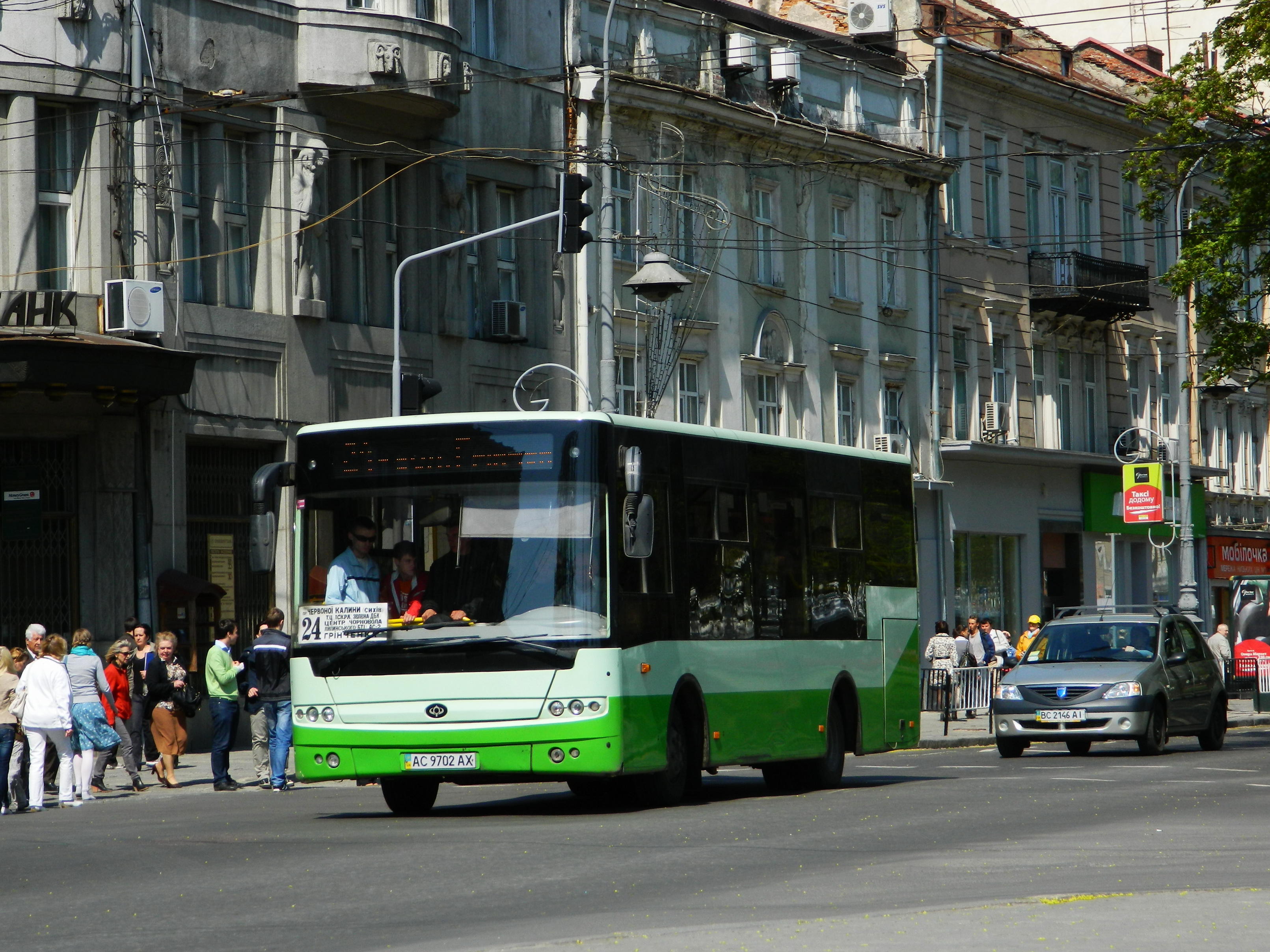
Autobús de turismo Bogdan A09280
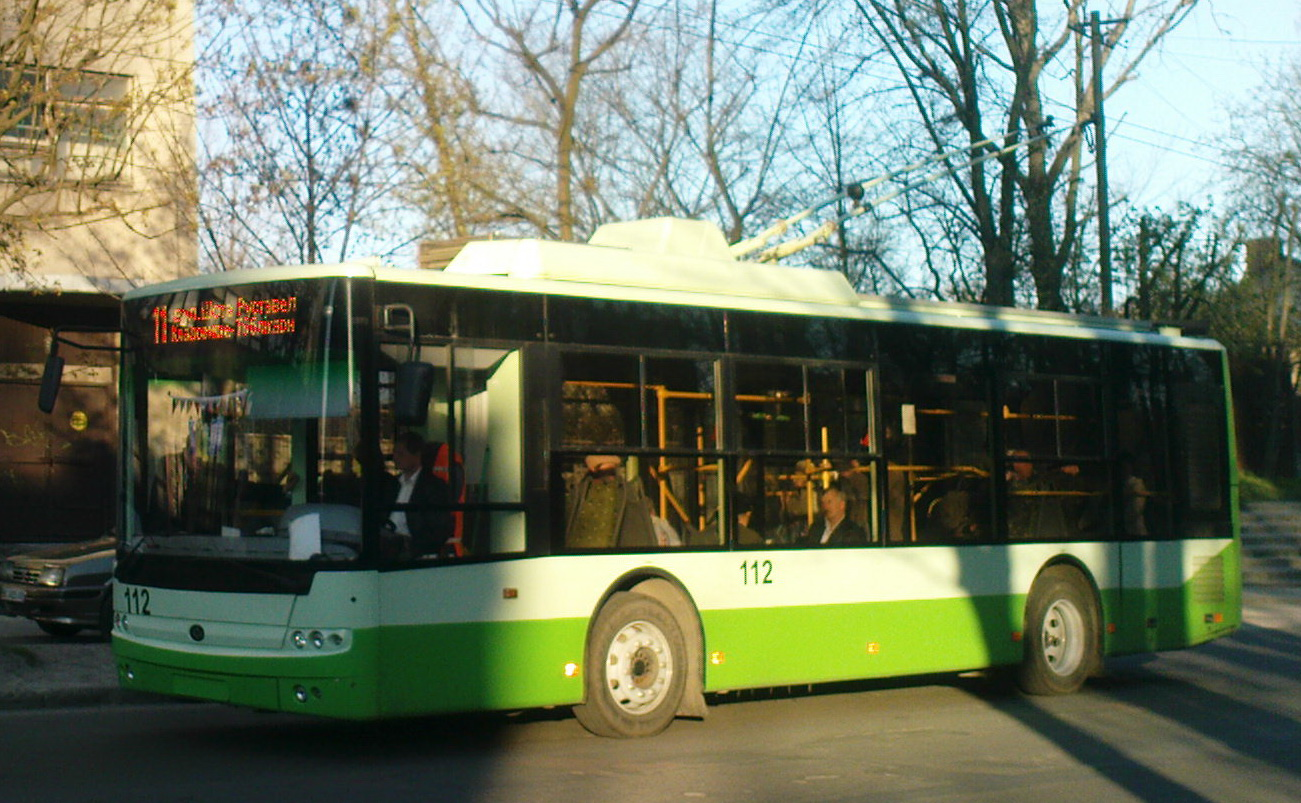
Trolebús Bogdan T601
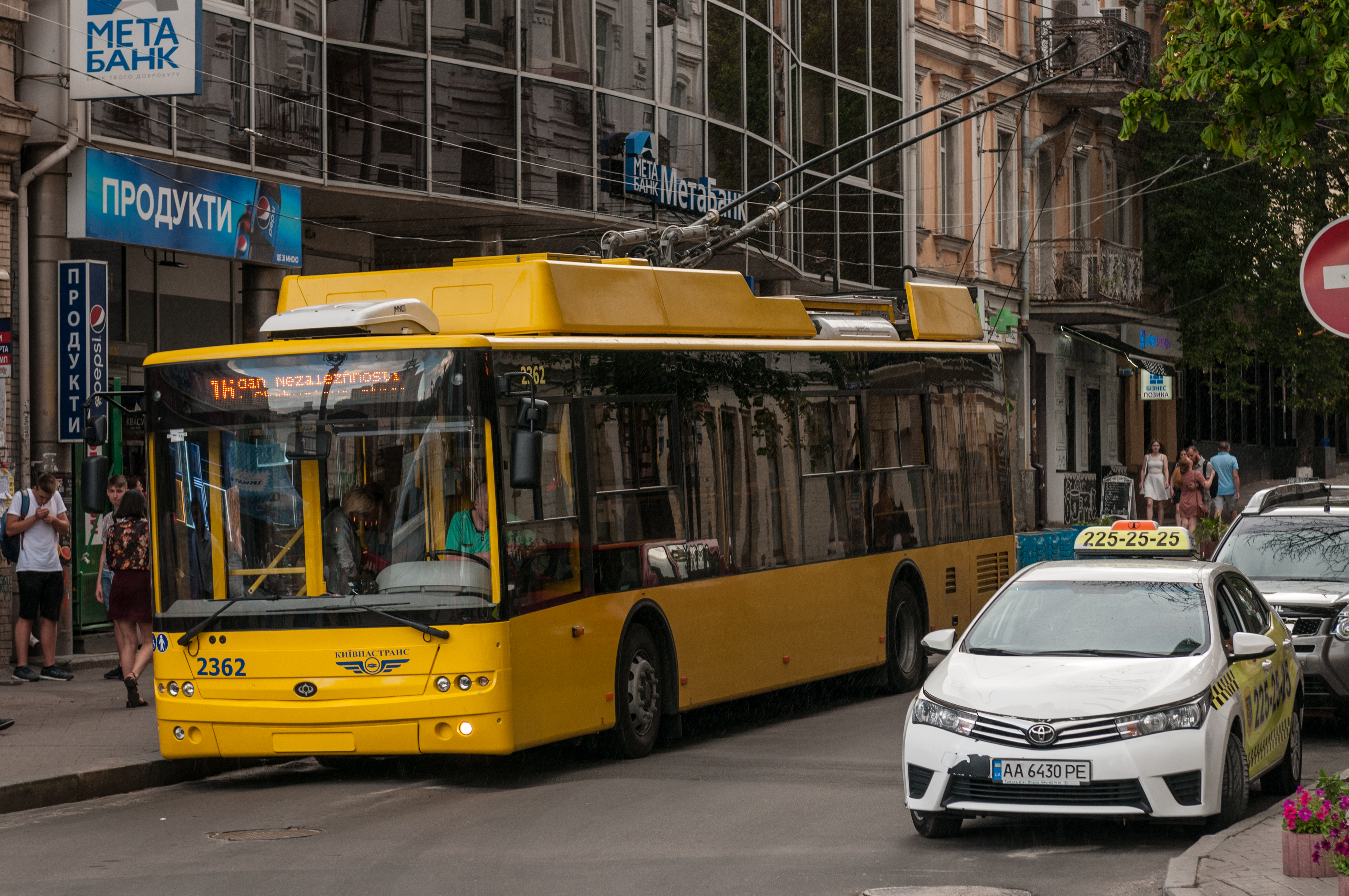
Trolebús Bogdan T701.15 en Kiev

La mayoría de los autobuses y chasis carrozables son producidos en las plantas de la ciudad de Cherkasy, mientras que los trolebuses son manufacturados en las plantas de la ciudad de Lutsk. Los buses de la "Bogdan" son los más comunes dentro del ramo de microbuses de servicio público en la mayoría de ciudades de Ucrania. Los talleres de producción localizados en Cherkasy son capaces de producir cerca de 3000 buses por año a la par de la producción de coches y tractocamiones. En la planta de Lutsk, y que anteriormente se denominara LuAZ, ahora son manufacturados autobuses y trolebuses de la línea de productos de la "Bogdan". La capacidad máxima de la planta en Lutsk es de 8000 buses y trolebuses por año.